# جوایز انجمن موسیقی کانتری ۲۰۰۹
جوایز انجمن موسیقی کانتری ۲۰۰۹، چهل و سومین مراسم است که در ۱۱ نوامبر ۲۰۰۹ در مرکز سامت در نشویل، تنسی با میزبانی برندگان جایزه سی‌ام‌ای برد پیزلی و کری آندروود برگزار شد. برد پیزلی در ۷ بخش نامزدشده بودند، که بیشترین مقدار در مراسم بود. تیلور سوئیفت با چهار برد بیشترین مقدار برد را در این مراسم داشت.